# Paterdecolyus chopardi
Paterdecolyus chopardi är en insektsart som först beskrevs av Heinrich Hugo Karny 1932.  Paterdecolyus chopardi ingår i släktet Paterdecolyus och familjen Anostostomatidae. Inga underarter finns listade i Catalogue of Life.